# Nazionale maschile di pallanuoto della Cina
La nazionale di pallanuoto maschile della Cina è la rappresentativa nazionale cinese nelle competizioni internazionali maschili di pallanuoto. È gestita dalla Chinese Swimming Association.

## Storia
È la nazionale che ha vinto il maggior numero di ori ai Giochi asiatici (cinque) ed è sempre salita sul podio da quando ha cominciato a gareggiare in tale rassegna, nel 1974. Al di fuori del continente asiatico non ha mai avvicinato posizioni di alta classifica.

## Risultati

### Massime competizioni
Olimpiadi
- 1984 9º
- 1988 11º
- 2008 11º

Mondiali
- 1982 10º
- 1991 14º
- 2003 16º
- 2005 16º
- 2007 13º
- 2009 12º
- 2011 15º
- 2013 14º
- 2015 15º
- 2023 15º
- 2024 12º
- 2025 14º

Giochi asiatici
- 1974  Argento
- 1978  Oro
- 1982  Oro
- 1986  Oro
- 1990  Oro
- 1994  Argento
- 1998  Bronzo
- 2002  Bronzo
- 2006  Oro
- 2010  Argento
- 2014  Bronzo
- 2018 4º
- 2023  Argento

### Altre
Coppa del Mondo
- 2010 7º

World League
- 2005 Turno di qualificazione
- 2006 Turno di qualificazione
- 2007 8º
- 2008 9º
- 2010 7º
- 2011 9º
- 2012 6º
- 2013 6º
- 2014 8º
- 2015 8º
- 2016 8º

## Formazioni

### Olimpiadi
Giochi olimpici - Los Angeles 1984Deng • Wang • Song • Li • Huang Y. • Cai T. • Qu • Zhao • Chen • Cai S. • Pan • Huang L., CT: -
Giochi olimpici - Seul 19881 Ni, 2 Wang, 3 Yang, 4 Yu, 5 Huang L., 6 Huang Q., 7 Cui, 8 Zhao, 9 Li, 10 Cai, 11 Wen, 12 Ge, 13 Zheng, CT: Peng Shaorong
Giochi olimpici - Pechino 2008Weiqing · Zhidong · Bin · Jun · Zhongxing · Feihu · Beiming · Yang · Yong · Zhiyu · Junmin · Lijun, CT: -

### Altre
- Giochi asiatici - Busan 2002 -  Bronzo:

Ge Weiqing, Zhang Weiteng, Bai Jun, Yu Lijun, Xu Guanghao, Li Jun, Li Wenhua, Wang Yong, Zhu Junyi, Han Zhidong, Gui Jiye, Zhao Jinwen, Liao Qiuliang.
- World League - Berlino 2007 - 8º posto:

Ge Weiquing, Guo Junliang, Huang Quanhua, Li Bin, Li Jun, Liang Zhongxing, Qiu Yuanzhong, Tan Feihu, Han Zhidong, Yu Lijun, Wang Yang, Wang Yong, Wu Zhiyu.
- Mondiali - Roma 2009 - 12º posto:

Ge Weiqing, Liang Zhongxing, Li Jun, Yu Lijun, Tan Feihu, Wang Beiming, Li Bin, Wang Yong, Wang Yang, Xie Junmin, Han Zhidong, Guo Junliang, Wu Honghui.
- Giochi asiatici - Canton 2010 -  Argento:

Ge Weiqing, Tan Feihu, Liang Zhongxing, Yu Lijun, Guo Junliang, Pan Ning, Li Bin, Wang Yang, Xie Junmin, Wang Beiming, Han Zhidong, Jiang Bin, Huang Meicai.